# Sarkocystoza
Sarkocystoza (łac. sarcocystosis) zwana również sarkosporydiozą (łac. sarcosporidiosis) – choroba pasożytnicza spowodowana przez pierwotniaki z rodzaju Sarcocystis. Pierwotniaki z tego rodzaju występują powszechnie u zwierząt kręgowych. Stwierdzano je u ssaków, ptaków, gadów, płazów i ryb. Jest to inwazja jelitowa, która występuje u psów i kotów jako żywicieli ostatecznych. Żywicielami pośrednimi między innymi mogą być konie, świnie, owce, bydło. Choroba ta może również występować u człowieka jako choroba odzwierzęca, gdzie człowiek pełni rolę żywiciela ostatecznego.